# Assau
Assau ist ein Ortsteil der Lutherstadt Wittenberg im Landkreis Wittenberg in Sachsen-Anhalt.

## Geografie
Der Ort liegt 10 Kilometer südlich von Niemegk und 13 Kilometer nordnordöstlich der Lutherstadt Wittenberg und gehört zur Ortschaft Boßdorf. Die Nachbarorte sind Lobbese und Marzahna im Nordosten, Wergzahna und Kropstädt im Südosten, Köpnick im Süden, Jahmo und Weddin im Südwesten, Kerzendorf im Westen sowie Boßdorf im Nordwesten.

## Geschichte
Um 1515 wurde Assau zusammen mit dem benachbarten Boßdorf zu einer Exklave im Kurkreis des Kurfürstentums Sachsen, da es zu dieser Zeit zum Zaucheschen Kreis in der Kurmark der Mark Brandenburg gelangte. Am 1. April 1817 kam der Ort zum Kreis Zauch-Belzig im Regierungsbezirk Potsdam in der Provinz Brandenburg. In Assau gab es mehrere Jahrhunderte ein kreistagsfähiges Rittergut, welches als Nebenbesitz zu Schloss Kropstädt gehörte und Eigentum der Familie von Leipziger war. Ende des 19. Jahrhunderts hatte Gut Assau einen Umfang von rund 94 ha. Zum Besitz gehörte eine Ziegelei. Kurz vor der großen Wirtschaftskrise 1929/30 war die Betriebsgröße 126 ha, davon 54 ha Forsten. Besitzerin war Thesa von Arnim-Kropstädt, geborene von Leipzig-Kropstädt (1879–1932), in erster Ehe mit Christoph von Arnim-Kriebstein verheiratet. Erbe auch auf Assau wurde nach dem Genealogischen Handbuch des Adels der Sohn Karlheinz von Arnim (1904–1965).
Durch das Gesetz über die Änderung zur Verbesserung der Kreis- und Gemeindegrenzen vom 28. April 1950 wechselte Assau zusammen mit Boßdorf die Landeszugehörigkeit und kam zum Landkreis Wittenberg in Sachsen-Anhalt. Aufgrund der DDR-Verwaltungsreform, die am 25. Juli 1952 in Kraft trat, wurde Assau nach Abschaffung der Länder ein Teil des neu geschaffenen Kreises Wittenberg im Bezirk Halle.